# میلاد خردمند
میلاد خردمند  یک بازیکن بسکتبال با ویلچر اهل ایران است.

## افتخارات
- نشان برنز بازی‌های پاراآسیایی ۲۰۱۴ به میزبانی اینچئون، کره جنوبی[۱][۲][۳]. قهرمانی آسیا در سال 2013 تایلند.

قهرمانی مسابقات خواهر خوانده های اصفهان.
لژیونر باشگاه مگاس یونان